# Quentin Albertus
Quentin Albertus (Rotterdam, 10 november 1994) is een Nederlands voetballer die doorgaans speelt als middenvelder. In juli 2023 verliet hij CVV Zwervers.

## Clubcarrière
Albertus speelde in de jeugd van Spartaan'20 en werd in 2013 opgenomen in de opleiding van Sparta Rotterdam. Hiervoor debuteerde hij op 15 maart 2014 in het eerste elftal. Die dag verloor Sparta in eigen huis met 0–1 van Almere City door een doelpunt van Ricardo Kip in de blessuretijd van de tweede helft. Albertus mocht van coach Gert Kruys in de basis starten en hij speelde het gehele duel mee. Het was zijn enige wedstrijd in de hoofdmacht dat seizoen, waarna hij er in 2014/15 twee speelde. Sparta ontbond op 12 augustus 2015 per direct zijn contract. Na een jaar vond Albertus in Excelsior Maassluis een nieuwe werkgever. In februari 2017 verliet hij die club weer, nadat hij in de Tweede divisie in dertien competitiewedstrijd in actie was gekomen. Daarin wist hij eenmaal tot een doelpunt te komen. Medio 2018 kwam hij tot overeenstemming met de Engelse club Barwell die uitkomt in de Southern Football League Premier Central. Vanaf oktober was hij speelgerechtigd voor de club. Hij kwam in vijf competitiewedstrijden en in een bekerwedstrijd in actie zonder te scoren en verliet de club eind 2018. In augustus 2019 ging hij tot eind 2019 in Zweden spelen voor Eskilstuna City dat uitkomt in de Division 3 Södra Svealand. Hij maakte één doelpunt in zeven competitiewedstrijden. Medio 2021 keerde hij bij CVV Zwervers terug in Nederland.

## Clubstatistieken
| Seizoen | Club             | Competitie     | Competitie | Competitie | Beker | Beker | Internationaal | Internationaal | Totaal | Totaal |
| Seizoen | Club             | Competitie     | Wed.       | Dlp.       | Wed.  | Dlp.  | Wed.           | Dlp.           | Wed.   | Dlp.   |
| ------- | ---------------- | -------------- | ---------- | ---------- | ----- | ----- | -------------- | -------------- | ------ | ------ |
| 2013/14 | Sparta Rotterdam | Eerste divisie | 1          | 0          | 0     | 0     | —              | —              | 1      | 0      |
| 2014/15 | Sparta Rotterdam | Eerste divisie | 2          | 0          | 0     | 0     | —              | —              | 2      | 0      |
| Totaal  | Totaal           | Totaal         | 3          | 0          | 0     | 0     | 0              | 0              | 3      | 0      |